# Ервин Н’Гапет
Ервин Н’Гапет (фр. Earvin Ngapeth; Сен Рафаел, 12. фебруар 1991) француски је одбојкаш. Игра на позицији коректора. Тренутно наступа за Модену и репрезентацију Француске.

## Трофеји

### Клупски
Тур
- Првенство Француске: 2009/10.
- Куп Француске: 2008/09, 2009/10, 2010/11.

Модена
- Првенство Италије: 2015/16.
- Куп Италије: 2014/15, 2015/16.
- Суперкуп Италије: 2015/16, 2016/17.

### Репрезентативни
Француска
- Летње олимпијске игре: злато 2020, 2024.
- Европско првенство: злато 2015.
- Светска лига: злато 2015, 2017, бронза 2016.
- Лига нација: сребро 2018, бронза 2021.